# Edmond Apéti Kaolo
Edmond Apéti Kaolo   (Tsévié, 1946 - Lomé, 2 de juliol de 1972), o Edmond Kossivi Apéti conegut com a Docteur Kaolo, fou un futbolista togolès de la dècada de 1960.
Fou jugador del club Étoile Filante du Togo, amb el qual arribà a la final de la lliga de Campions de la CAF DE 1968. També jugà amb la selecció la Copa d'Àfrica de 1972.
Va morir en accident de motocicleta el juliol de 1972.